# Jens Odewald

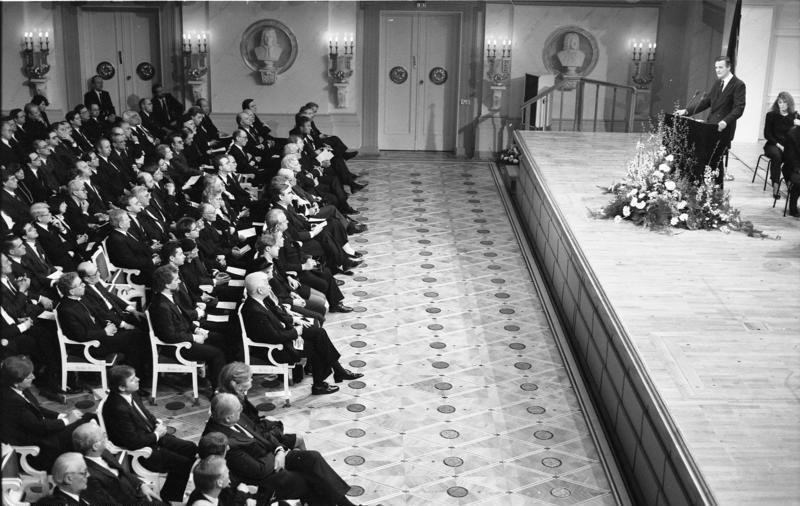
Jens Odewald als Redner beim Staatsakt für den 1991 von Terroristen ermordeten Präsidenten der Treuhandanstalt Detlev Rohwedder

Jens Odewald (* 21. September 1940 in Hannover; † 12. Juli 2024) war ein deutscher Wirtschaftsmanager. Er war unter anderem Aufsichtsratsvorsitzender der Tchibo Holding AG sowie Finanzdirektor und Vorstandsvorsitzender der Kaufhof AG. 1996 gründete er das Beteiligungsunternehmen Odewald & Cie.

## Leben
Jens Odewald, der aus einer Beamtenfamilie stammte, studierte nach dem 1960 bestandenen Abitur in Freiburg, Genf, Göttingen und Heidelberg Jura und Betriebswirtschaft. In Freiburg wurde er Mitglied der Landsmannschaft Cimbria Freiburg im CC. Das juristische Staatsexamen machte er 1967 und setzte während des Referendariats das Betriebswirtschaftsstudium fort. Ende 1967 wurde er in Jura an der Universität Göttingen mit dem Thema Der parlamentarische Hilfsdienst in den Vereinigten Staaten von Amerika und in der Bundesrepublik Deutschland promoviert. Berufsbegleitend absolvierte er später eine weitere Ausbildung zum Steuerberater.
1968 begann er bei Esso Deutschland in Hamburg eine Tätigkeit in den Bereichen Finanzen, Rechnungswesen und Steuern und stieg zum Leiter der Hauptabteilung Steuern auf. Im Jahr 1974 verließ er das Unternehmen und wurde Mitglied der Geschäftsleitung des Schweizer Logistikkonzerns Kühne + Nagel (verantwortlich für den Bereich Finanzen) sowie Generalbevollmächtigter des Unternehmens für Deutschland. 1978/1979 trat er als Sozius in die mittelständische Hamburger Wirtschaftsprüfungsgesellschaft Susat & Partner ein.
Im Mai 1979 wurde Odewald als für Finanzen zuständiges Vorstandsmitglied von Kaufhof in Köln berufen, Anfang Januar 1984 zum stellvertretenden Vorstandsvorsitzenden und im Juni 1985 zum Vorstandsvorsitzenden. Unter Odewalds Leitung erfolgten Übernahmen und Beteiligungen zum Zweck der Diversifikation der Konzernaktivitäten (darunter Reno, Mac Fash, Hawesko, Media-Markt, Saturn-Hansa, Maxdata, Bilka) und Restrukturierungen (Kaufhalle AG). Der Umsatz der Gruppe stieg um das Dreifache auf 25 Milliarden D-Mark; einige der  Fachmarktketten entwickelten sich zu europäischen Marktführern. Im Streit mit Erwin Conradi verließ Odewald 1995 das Unternehmen, vier Jahre vor Ablauf seines Vertrages.
Parallel zu seiner Tätigkeit bei Kaufhof war Odewald vom 29. August 1990 bis 20. April 1993 Vorsitzender des Verwaltungsrats der bundeseigenen Treuhandanstalt in Berlin und von 1995 bis 1996 Aufsichtsratsvorsitzender der Nachfolgerin BVVG Bodenverwertungs- und -verwaltungs GmbH. In seine Treuhand- und Kaufhof-Zeit fiel unter anderem die Übernahme des ostdeutschen Reiseveranstalters Jugendtourist durch die ITS Länderreisedienste GmbH (damals die Touristiksparte der Kaufhof AG) für rund 1,3 Millionen DM sowie der ostdeutschen Reisebürokette Europäisches Reisebüro ERB Reisedienst GmbH von der Treuhand, wobei Odewald nach eigenen Angaben nicht an den Verhandlungen beteiligt war.
1996 gründete Odewald in Berlin die auf Beteiligungen an mittelständischen Unternehmen spezialisierte Private-Equity-Gesellschaft Odewald & Compagnie. Er schied 2010 im Alter von 70 Jahren aus dem operativen Geschäft aus, blieb aber in dessen Aufsichtsrat weiterhin vertreten.
In mehreren der Unternehmen, an denen sich Odewald & Compagnie beteiligte, sowie in weiteren Unternehmen (u. a. Bankgesellschaft Berlin) war Odewald Aufsichtsratsmitglied oder -vorsitzender, darunter Euro Disneyland, Tchibo Holding, Tuja Zeitarbeit und trans-o-flex (Logistikdienstleister).

## Sonstige Funktionen und Engagements
Seit 1995 war Odewald Mitglied im Kuratorium der Fazit-Stiftung, des Mehrheitseigners der Frankfurter Allgemeine Zeitung GmbH und der Frankfurter Societäts-Druckerei GmbH. Seit 2001 war er Mitglied und zeitweise Vorstandsmitglied in der Humboldt-Universitäts-Gesellschaft (ein 1996 gegründeter Verein von Freunden, Ehemaligen und Förderern der Humboldt-Universität zu Berlin). Anfang 2008 war er einer der vier Gründungsstifter sowie Kuratoriumsvorsitzender der Stiftung Humboldt-Universität.
Vom 29. August 1990 bis 20. April 1993 war er Mitglied des Verwaltungsrates der Treuhandanstalt.
Vom Land Nordrhein-Westfalen wurde er 2007, gemeinsam mit Roland Oetker und Stephan Holthoff-Pförtner, ins Kuratorium der neugegründeten RAG-Steinkohlestiftung entsandt. Außerdem engagierte sich Odewald in der CDU-nahen Konrad-Adenauer-Stiftung (Vorsitzender der Jury für den „Preis Soziale Marktwirtschaft der Konrad-Adenauer-Stiftung“) sowie im Wirtschaftsrat der CDU (dort war er zeitweise Mitglied des Bundesvorstandes). Odewald war Vorsitzender des von ihm und weiteren Personen des Wirtschaftslebens gegründeten Vereins „w.i.r. für Deutschland“, der unter anderem 1994 das Berliner „Deutschlandfest“ zum Jahrestag der deutschen Einheit veranstaltete, und Kuratoriumsmitglied für die Verleihung des Preises „Die Quadriga“ des Vereins „werkstatt deutschland“.
Als nach der Aufdeckung der CDU-Spendenaffäre Altbundeskanzler Helmut Kohl im Jahr 2001 Gelder zum Ausgleich von Rückforderungen an die Partei sammelte, spendete Jens Odewald, der CDU-Mitglied war, gemeinsam mit seiner Frau Jutta je 325.000 D-Mark. 2009 war Odewald für die CDU Mitglied der 13. Bundesversammlung.

## Ehrungen und Auszeichnungen
- Verdienstorden der Bundesrepublik Deutschland (Großes Verdienstkreuz)
- Verdienstorden des Großherzogtums Luxemburg (Commandeur dans l’Ordre de Mérite du Grand-Duché de Luxembourg)